# 歯科用ミラー

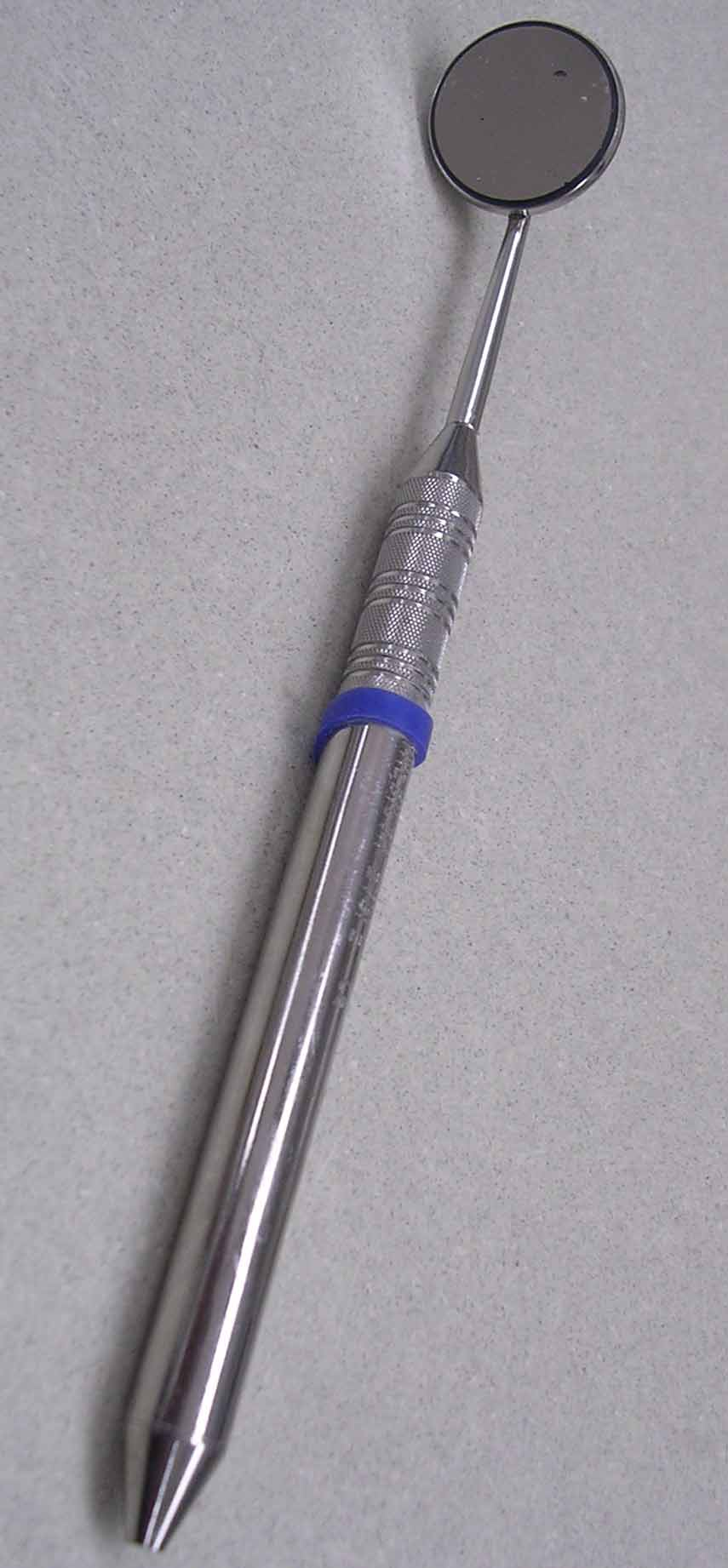
歯科ミラー

歯科用ミラー（しかようミラー、歯科ミラー、デンタルミラー、歯鏡などとも）は歯科において用いる器具の一つ。先の鏡は通常丸い。
歯科ミラーは多くの目的で使われるが、主要な目的とは、以下の3つである。
まず、口腔内には上顎の歯の口蓋側などのように直接見ることが不可能や困難な部分があり、その部分を確認するために歯科ミラーを用いることである。2つ目の目的としては、口腔内には光を直接当てることが困難な部分が多数あり、歯科ミラーを用いることでその部分に光を当てる。同時にその部分を鏡で間接的に見ることも容易となる。3つ目の目的は、十分な視野を確保するためや、歯の切削などの際に軟組織を巻き込まないように頬粘膜や舌といった軟組織を移動させることにも用いる。
これらの他、技術者が器具の狭いスペースや角の周囲を確認するために用いることがあり、光学やレーザーの分野の研究室で用いることもある。